# Ceropegia arenaria
Ceropegia arenaria är en oleanderväxtart som beskrevs av Robert Allen Dyer. Ceropegia arenaria ingår i släktet Ceropegia och familjen oleanderväxter. Inga underarter finns listade i Catalogue of Life.